# Principal (Cap-Vert)
Pour les articles homonymes, voir Principal.
Principal est un village de l'île de Santiago au Cap-Vert .

## Description
Principal est située dans la partie nord de l'île de Santiago, elle fait partie de la municipalité de São Miguel. 
Le village comprend plusieurs hameaux le long de la rivière Ribeira Principal, dont Chão de Horta, Hortelão, Jaqueitão et Mato Curral. 
Hortelão se trouve à 4 km au nord du sommet de la Serra Malagueta et à 7 km au nord-ouest de  Calheta de São Miguel.

## Population
Au recensement de 2010, la localité comptait 1 193 habitants.